# Oterdum (waterschap)
Oterdum is een voormalig waterschap of boezemwaterschap in de provincie Groningen. Het was de rechtsopvolger van het Oterdumerzijlvest en lag in de Oosterhoek tussen de plaatsen Delfzijl, Termunterzijl en Wagenborgen.
Het waterschap was oorspronkelijk in vijf onderdelen verdeeld. Bovendien lagen binnen het boezemwaterschap vijf andere waterschappen of molenpolders. In 1908 werden de afzonderlijke onderdelen opgeheven en hun taken overgenomen, zodat zij als afzonderlijke polders ophielden te bestaan. De deelnemende waterschappen waren:
- Oterdumerpolder of Oterdumermolenpolder, opgericht in 1895 (245 ha)[3]
- Lalleweer: opgericht in 1857 (434 ha)[4]
- Heveskes: opgericht in 1860, als fusie van Heveskes, de Overtogsterpolder en de Zomerdijksterpolder (447 ha)[5]

Wanneer de eerste poldermolens werden gebouwd, is niet precies bekend. De zogenaamde Nijenhuistermolen voor het onderdeel Lalleweer bestond in elk geval in 1822. De Grote of Oterdumermolen aan de Maarlaan (in de Oterdumermeeden) staat vermeld op de kadasterkaart van 1832, net als twee kleinere spinnenkopmolens bij de Overtocht en Zomerdijk. Omstreeks 1860 werd in Heveskes een nieuwe molen aan het Kloostermaar gebouwd, waarna de beide molentjes aan de Zomerdijk werden afgebroken. Daarnaast waren er twee kleine molentjes in de Pompmolenpolder (1876) en de Smitspolder (1886).
Voor de afwatering maakte men gebruik van het Oterdumerzijl bij Oterdum. In 1907 is er op de plek van de zeesluis een stoomgemaal gebouwd, die in 1923 werd vervangen door een Bronsmotor. Of de poldermolens direct daarna zijn afgebroken, is niet bekend. In de jaren 1972-1974 werd een nieuw gemaal Oterdum aan het Termunterzijldiep gebouwd. De belangrijkste watergang van het waterschap was het Oterdumerzijldiep, waarop het Kloostermaar, het Oterdumermaar, het Ortjesmaar en de Lalleweerstermolenwatering uitkwamen.
Waterstaatkundig gezien ligt het gebied sinds 2000 binnen dat van het waterschap Hunze en Aa's.